# Alan Ford (Schwimmer)
Alan Robert Ford (* 7. Dezember 1923 in der Panamakanalzone; † 3. November 2008 in Sarasota, Florida, Vereinigte Staaten) war ein US-amerikanischer Schwimmer.

## Leben und Wirken
Alan Ford besuchte eine Schule in der Panamakanalzone und absolvierte in den Vereinigten Staaten die Mercersburg Academy in Mercersburg, Pennsylvania. Danach studierte er Maschinenbau an der Yale University, wo er 1945 den Bachelor erwarb. Anschließend arbeitete er in der Carrier Air Conditioning Company in Syracuse, New York.
An der Yale University gehörte er zum Schwimmteam der Yale Bulldogs, das von Robert J. H. Kiphuth trainiert wurde. Am 13. Februar 1943 brach er in New Haven, Connecticut mit 50,6 s den seit 1927 bestehenden Weltrekord über 100 Yards Freistil von Johnny Weissmüller (51,0 s). Am 18. März 1944 schwamm er als erster diese Distanz unter 50 Sekunden, als nächster Schwimmer folgte Dick Cleveland im Jahr 1952. Ford verbesserte zwei Mal (1944 in 55,9 s, 1948 in 55,4 s) den Weltrekord über 100 Meter Freistil. Er gewann drei Titel der National Collegiate Athletic Association (50 Yards Freistil, 100 Yards Freistil und 150 Yards Rücken) und zwei Titel der Amateur Athletic Union.
1944 war er in dem Dokumentarkurzfilm Blue Winners von Russell Ervin über das Yale-Schwimmteam von Robert J. H. Kiphuth zu sehen.
Nach seinem Dienst in der United States Navy widmete er sich noch einmal seiner sportlichen Karriere. Er wurde wieder von Robert J. H. Kiphuth trainiert und gewann 1948 bei den Olympischen Sommerspielen in London in 57,8 s die Silbermedaille über 100 Meter Freistil.
Als Maschinenbauingenieur plante und leitete er den Bau von Ölraffinerien, Verarbeitungsanlagen und Lageranlagen in den Vereinigten Staaten und im Ausland. Er beendete seine berufliche Karriere als Vizepräsident des International Terminals von Dow Chemical in Bay City, Michigan.
Alan Ford wurde 1966 in die International Swimming Hall of Fame (ISHOF) aufgenommen. 2007 übergab er sein Sammelalbum an die Henning Library der ISHOF.
Alan Ford war seit 1945 verheiratet mit Beverly Joy Ford. Er hatte eine Tochter und drei Söhne. 2008 verstarb er nach einer chronisch obstruktiven Lungenerkrankung.